# Brocton (New York)
Brocton è un villaggio degli Stati Uniti d'America, situato nello stato di New York, nella contea di Chautauqua.